# Чесла, Ян
Ян Че́сла, настоящая фамилия — Га́ндрик-Че́сла, псевдоним — Боранчанский (в.-луж. Jan Ćěsla,  Jan Handrik-Ćěsla, Borančanski , 16 декабря 1840 года, деревня Нове-Боранецы, Лужица, Германия — 11 октября 1915 года, Невеклов, Австро-Венгрия) — врач, доктор медицины, серболужицкий поэт и переводчик.

## Биография
Родился 16 декабря 1840 года в бедной крестьянской семье в серболужицкой деревне Нове-Боранецы, Лужица. С 1846 года по 1849 год обучался в средней школе в Радворе, потом — в школе в Будишине, которую окончил в 1854 году, и поступил в этом же году в педагогическое училище. В 1855 году отправился на обучение в Прагу, где поступил в Малостранскую гимназию и Лужицкую семинарию, которые окончил в 1862 году. Свои первые поэтические опыты публиковал на страницах рукописного иллюстрированного журнала «Serb», который издавал Михал Лешава. Потом поступил на медицинский факультет Карлова университета. Будучи студентом в Карловом университете, познакомился с Петром Дучманом и Яном Пуркине, которые вдохновили его на литературную деятельность. Был членом серболужицкого студенческого братства «Сербовка». В 1873 году вступил в серболужицкую культурно-просветительскую организацию «Матица сербская». В 1879 году проходил врачебную практику в одной из пражских больниц, потом до самой своей смерти в 1915 году работал врачом в чешском городе Невеклов.
Был старшим братом Михала Гандрика-Чеслы.

## Литературная деятельность
Первые поэтические произведения стал публиковать с 1861 года на страницах рукописной иллюстрированной газеты «Serb», которая выпускалась серболужицкими студентами, обучавшимися в Праге. На его литературное творчество повлиял серболужицкий поэт Гандрий Зейлер. С 1862 года стал публиковать свои поэтические произведения в чешских литературных журналах «Lumír» и «Hlas» и серболужицком литературном журнале «Łužičan», где были опубликованы большинство его произведений. Был одним из самых активных авторов этого журнала. Употреблял псевдоним «Боранчанский» от наименования своей родной деревни.
Проживая в Праге, занимался переводом чешской литературы. В 1862 году перевёл драму «Роговин Штырирогач» (Rohowin Štyrirohač) Вацлава Клицперы, которая была поставлена 2 октября 1862 года на сцене будишинского театра и стала первой пьесой, поставленной на верхнелужицком языке. В 1862 году перевёл на верхнелужицкий язык книгу Божены Немцовой «Wowka». В 1868 году издал романтическую поэму «Kral Přibysław» (Король Пшибыслав), в которой описал борьбу лужицких сербов за национальную независимость против германских племён.